# Noël Bas
Noël Bas (* 25. Dezember 1877 in Strenquels; † 3. Juli 1960 in Brive-la-Gaillarde) war ein französischer Kunstturner.

## Biografie
Noël Bas arbeitete mit seinem Vater in einer Metzgerei in Brive-la-Gaillarde. Er nahm an den Olympischen Sommerspielen 1900 in Paris teil. Im Einzelmehrkampf wurde er Zweiter. Im selben Jahr wurde er, wie bereits im Vorjahr, französischer Meister.